# هواوی اسند وای۵۵۰
هواوی اسند وای ۵۱۱ (به انگلیسی: Huawei Ascend Y511) یک گوشی هوشمند دارای سیستم‌عامل اندروید نسخه ۴٫۲٫۲ (آبنبات ژله ای) است که ساخت شرکت هواوی است. این گوشی اکتبر ۲۰۱۳ معرفی شد.

## مدل
این گوشی در ۲ مدل مختلف به شرح زیر است و همهٔ آنها با فروشگاه گوگل پلی پشتیبانی می‌شوند:
- HUAWEI ASCEND Y511 U30 (مناسب برای ایران)
- HUAWEI ASCEND Y511 U00

قابل ذکر است مدل دوم دارای مشکلات نرم افزاری بسیار زیادی میباشد.